# Голич, Йован
Йо́ван Го́лич (серб. Јован Голић, Jovan Golić; 18 сентября 1986, Власеница, СФРЮ) — сербский футболист, полузащитник.

## Карьера

### Клубная
Воспитанник футбольной школы клуба «Боксит» из города Миличи, куда его семья переехала почти сразу после рождения Йована. Футболом начал заниматься в шестилетнем возрасте. Первым тренером Голича был его отец. В 15 лет Йован переехал в Сербию, продолжив обучение в футбольной школе при клубе «Пролетер» из Зренянина, где пробыл четыре года, но покинул команду из-за финансовых проблем в клубе.
Профессиональную карьеру игрока начал в 2002 году в клубе «Младост» из города Лучани, где выступал до 2004 года. За три сезона 16 раз появлялся на поле. С 2004 по 2006 год играл за «Бачку» из Бачка-Паланки. После чего пополнил ряды сербского клуба «Инджия». В составе команды Йован провёл четыре сезона, 89 раз появлялся на поле, забил 17 голов.
29 июля 2010 года на правах аренды перешёл в клуб российской премьер-лиги «Спартак-Нальчик». Дебют Йована в новом клубе состоялся уже на следующий день после подписания контракта в домашнем поединке 15-го тура против пермского «Амкара». Голич появился на поле на последних минутах встречи, заменив Марата Бикмаева. Первый гол в составе нальчан Голич забил 3 октября того же года в домашнем матче против питерского «Зенита». По окончании сезона 2010 года подписал с клубом из столицы Кабардино-Балкарии полноценный трёхлетний контракт. После вылета команды из высшей лиги по итогам сезона 2011/12, по обоюдному согласию сторон Голич покинул команду, несмотря на то, что ранее клуб заявлял о желании сохранить игрока в команде.
В июле 2012 года Йован заключил контракт с новичком высшей лиги Румынии клубом «Турну-Северин», но спустя полгода покинул команду. 25 января 2013 года подписал контракт с клубом высшей лиги Казахстана «Атырау». Соглашение рассчитано на один год. В составе «Атырау» Йован 18 раз появлялся на поле в рамках розыгрыша чемпионата Казахстана, забил один гол. По окончании сезона Голич покинул команду, подписав соглашение с другим клубом казахстанской лиги «Таразом».

### В сборной
В конце 2010 года получил приглашение в национальную сборную Боснии и Герцеговины, но получил серьёзную травму колена, что не позволило ему дебютировать в составе сборной команды.

## Личная жизнь
Женат. Есть дочь Лена.

## Статистика выступлений
| Команда               | Сезон            | Чемпионат        | Чемпионат | Чемпионат | Кубок | Кубок | Итого | Итого |
| Команда               | Сезон            | Уров.            | Игры      | Голы      | Игры  | Голы  | Игры  | Голы  |
| --------------------- | ---------------- | ---------------- | --------- | --------- | ----- | ----- | ----- | ----- |
| Младост (Лукичево)    | 2002/03          | II               | 2         | 0         | 0     | 0     | 2     | 0     |
| Младост (Лукичево)    | 2003/04          | II               | 5         | 0         | 0     | 0     | 5     | 0     |
| Младост (Лукичево)    | 2004/05          | III              | 9         | 0         | 0     | 0     | 9     | 0     |
| Младост (Лукичево)    | Итого            | Итого            | 16        | 0         | 0     | 0     | 16    | 0     |
| Бачка (Бачка-Паланка) | 2005/06          | III              | 26        | 6         | 0     | 0     | 26    | 6     |
| Бачка (Бачка-Паланка) | 2006/07          | III              | 13        | 2         | 0     | 0     | 13    | 2     |
| Бачка (Бачка-Паланка) | Итого            | Итого            | 39        | 8         | 0     | 0     | 39    | 8     |
| Инджия                | 2006/07          | II               | 15        | 0         | 0     | 0     | 15    | 0     |
| Инджия                | 2007/08          | III              | 25        | 8         | 0     | 0     | 25    | 8     |
| Инджия                | 2008/09          | II               | 23        | 5         | 0     | 0     | 23    | 5     |
| Инджия                | 2009/10          | II               | 26        | 4         | 0     | 0     | 26    | 4     |
| Инджия                | Итого            | Итого            | 89        | 17        | 0     | 0     | 89    | 17    |
| Спартак-Нальчик       | 2010             | I                | 15        | 2         | 0     | 0     | 15    | 2     |
| Спартак-Нальчик       | 2011/12          | I                | 12        | 2         | 0     | 0     | 12    | 2     |
| Спартак-Нальчик       | Итого            | Итого            | 27        | 4         | 0     | 0     | 27    | 4     |
| Турну-Северин         | 2012/13          | I                | 13        | 0         | 0     | 0     | 13    | 0     |
| Атырау                | 2013             | I                | 18        | 1         | 0     | 0     | 18    | 1     |
| Тараз                 | 2014             | I                | 26        | 1         | 0     | 0     | 26    | 1     |
| Всего за карьеру      | Всего за карьеру | Всего за карьеру | 228       | 31        | 0     | 0     | 228   | 31    |

(откорректировано по состоянию на 10 ноября 2014 года)
Источники:
- Статистика выступлений румынского и казахского этапов карьеры взята со спортивного медиа-портала Soccerway.com